# Axiome du choix dénombrable

Chaque ensemble dans la suite dénombrable d'ensembles (S_{i}) = S_{1}, S_{2}, S_{3}, ... contient un élément différent de zéro, et éventuellement une infinité (ou même une infinité indénombrable) d'éléments. L'axiome du choix dénombrable nous permet de sélectionner arbitrairement un seul élément de chaque ensemble, formant une suite correspondante d'éléments (x_{i}) = x_{1}, x_{2}, x_{3}, ...

L'axiome du choix dénombrable, noté ACω, est un axiome de la théorie des ensembles qui stipule que tout ensemble dénombrable d'ensembles non vides doit avoir une fonction de choix, c'est-à-dire que pour toute suite (A(n)) d'ensembles non vides, il existe une fonction f définie sur N (l'ensemble des entiers naturels) telle que f(n) ∈ A(n) pour tout n ∈ N.
L'axiome du choix dénombrable (ACω) est strictement plus faible que l'axiome du choix dépendant (DC), qui à son tour est plus faible que l'axiome du choix (AC). Paul Cohen a montré que ACω n'est pas démontrable dans la théorie des ensembles de Zermelo-Fraenkel (ZF) sans l'axiome du choix. ACω est vrai dans le modèle de Solovay.
ZF + ACω suffit pour prouver que la réunion d'une famille dénombrable d'ensembles dénombrables est dénombrable. Elle suffit également pour prouver que tout ensemble infini est un ensemble infini de Dedekind (en) (de manière équivalente : possède un sous-ensemble infini dénombrable).
ACω est particulièrement utile pour le développement de l'analyse, où de nombreux résultats dépendent de l'existence d'une fonction de choix pour une famille dénombrable d'ensembles de nombres réels. Par exemple, afin de prouver que tout point d'accumulation x d'un ensemble S⊆R est la limite d'une suite d'éléments de S\{x}, on a besoin (d'une forme faible) de l'axiome du choix dénombrable. Lorsqu'il est formulé pour les points d'accumulation d'espaces métriques arbitraires, l'énoncé devient équivalent à ACω.

## Une idée fausse
- Si vous ne connaissez pas le sujet, laissez ce bandeau (vous pouvez alors contacter les auteurs).
- Si vous supprimez le contenu mis en cause (vous pouvez préalablement contacter les auteurs),

argumentez précisément cette suppression dans la page de discussion
(un manque de référence n'est pas un argument ; une recherche réelle de référence doit avoir été effectuée, être formellement documentée).
Une idée fausse communément répandue est que ACω a une nature récurrente, et est donc démontrable en tant que théorème (dans ZF, ou équivalent, ou même dans des systèmes plus faibles) par récurrence. Cependant, ce n'est pas le cas; cette fausse idée est le résultat de la confusion de la notion de choix dénombrable avec la notion de choix fini pour un ensemble fini de taille n (pour n choisi arbitrairement), c'est ce dernier résultat (qui est un théorème élémentaire en analyse combinatoire) qui est démontrable par récurrence. Toutefois, il peut être démontré que certains ensembles infinis dénombrables d'ensembles non vides ont une fonction de choix dans ZF sans aucune forme de l'axiome du choix. Ceux-ci comprennent Vω\{Ø} et l'ensemble d'intervalles ouverts propres et bornés de nombres réels avec des bornes rationnelles.

## Utilisation
Comme exemple d'application de ACω, voici une preuve (à partir de ZF+ACω) que tout ensemble infini est un ensemble infini de Dedekind :
Soit X un ensemble infini. Pour tout nombre naturel n, on pose An l'ensemble de tous les sous-ensembles de X à 2n éléments. Comme X est infini, chaque An possède au moins un élément. Une première application de ACω donne une suite (Bn) où chaque Bn est un sous-ensemble de X à 2n éléments.
Les ensembles Bn ne sont pas nécessairement disjoints, mais on peut définir
C0 = B0
Cn = la différence de Bn et de l'union de tous les Cj, pour tout j < n. Clairement, chaque ensemble Cn a au moins 1 et au plus 2n éléments, et les Cn sont deux à deux disjoints. Une deuxième application de ACω donne une suite (cn) avec cn ∈ Cn.
Donc tous les cn sont distincts, et X contient un ensemble dénombrable. La fonction qui associe cn+1 à chaque cn (et fixe tous les autres éléments de X) est une injection non surjective de X dans X, ce qui prouve que X est un ensemble infini de Dedekind.